# 관자놀이

Temple이라고 적혀있는 곳이 관자놀이다.

관자놀이(貫子--, 영어: temple)는 사람의 머리에서 눈과 귀 중간에 있는 관자뼈가 있는 곳이다. 태양혈이라고도 하며 측두동맥(관자동맥) 및 측두정맥이 지나간다. 급소 중 한 곳이다. 상투를 쓸 때 관자가 놓이는 부분이라고 한 것에서 명칭이 유래하였다.